# Seaway Yudin
Le Seaway Yudin (ex-Stanislas Yudin) est un navire-grue de la société Seaway Heavy Lifting, comme le Seaway Strashnov, appartenant à l'entreprise de services offshore Subsea 7. Il navigue sous le pavillon de Chypre et son port d'attache est Limassol.

## Histoire
Le Stanislav Yudin a été construit en Finlande au chantier naval Meyer Turku à Turku.
Il possède un pont de travail de 2.560 m² pouvant transporter jusqu'à 5.000 tonnes de fret. Sur l'arrière se trouve une immense grue pouvant soulever une charge maximum de 2.500 tonnes jusqu'à une hauteur de 78 mètres au-dessus du niveau de la mer. Sa grue auxiliaire a une capacité maximale de 660 tonnes avec une hauteur de levage maximale de 98 mètres.
Ses trois moteurs diesel-électriques lui permettent une vitesse maximale de 10 noeuds. Il dispose à bord de cabines pour 151 personnes. La livraison du personnel et de la cargaison peut être effectuée à l'aide de l'hélipad, qui est conçu pour recevoir des hélicoptères de type Sikorsky S-61.

## Galerie

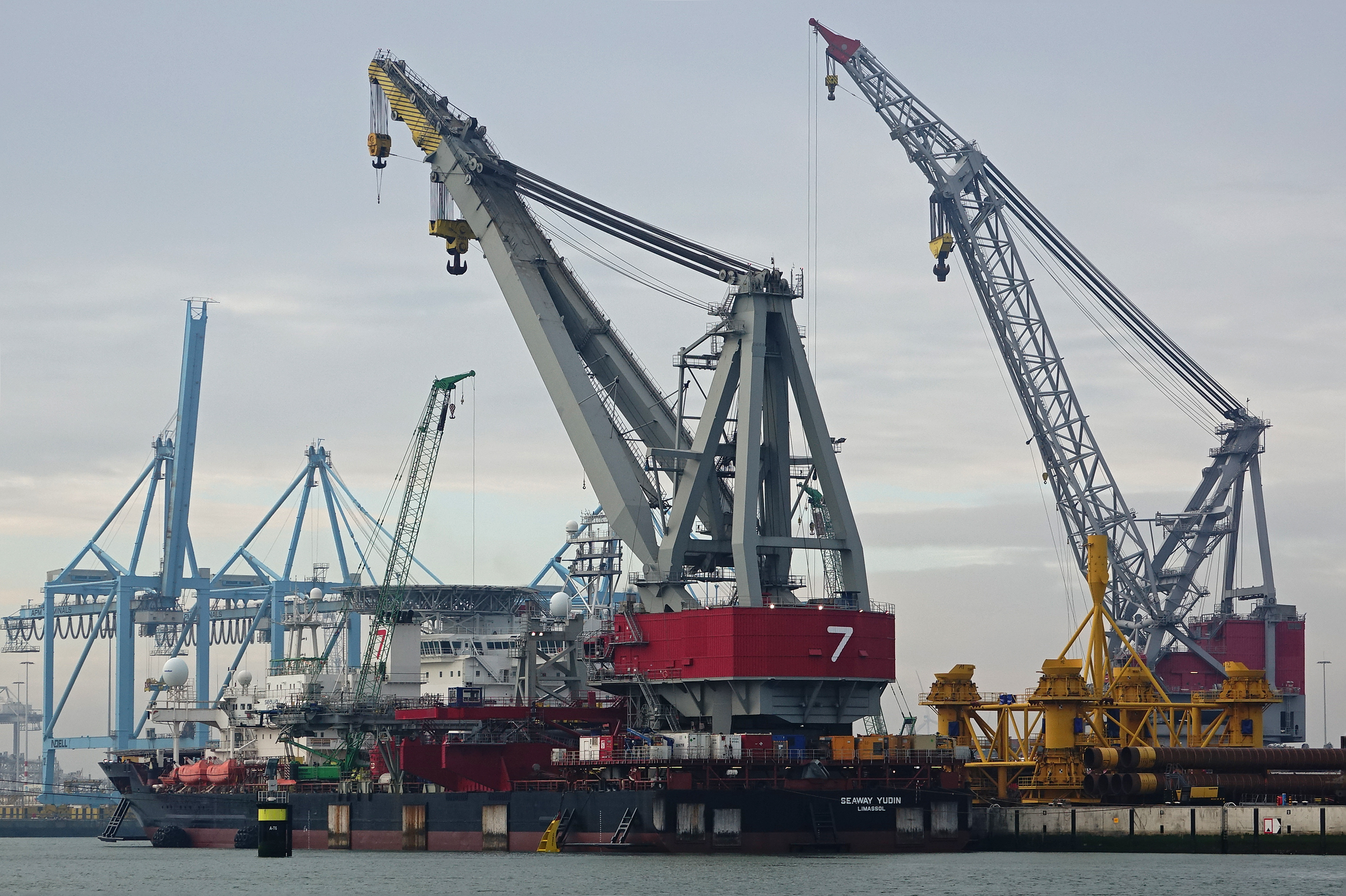
Strashnov et Yudin
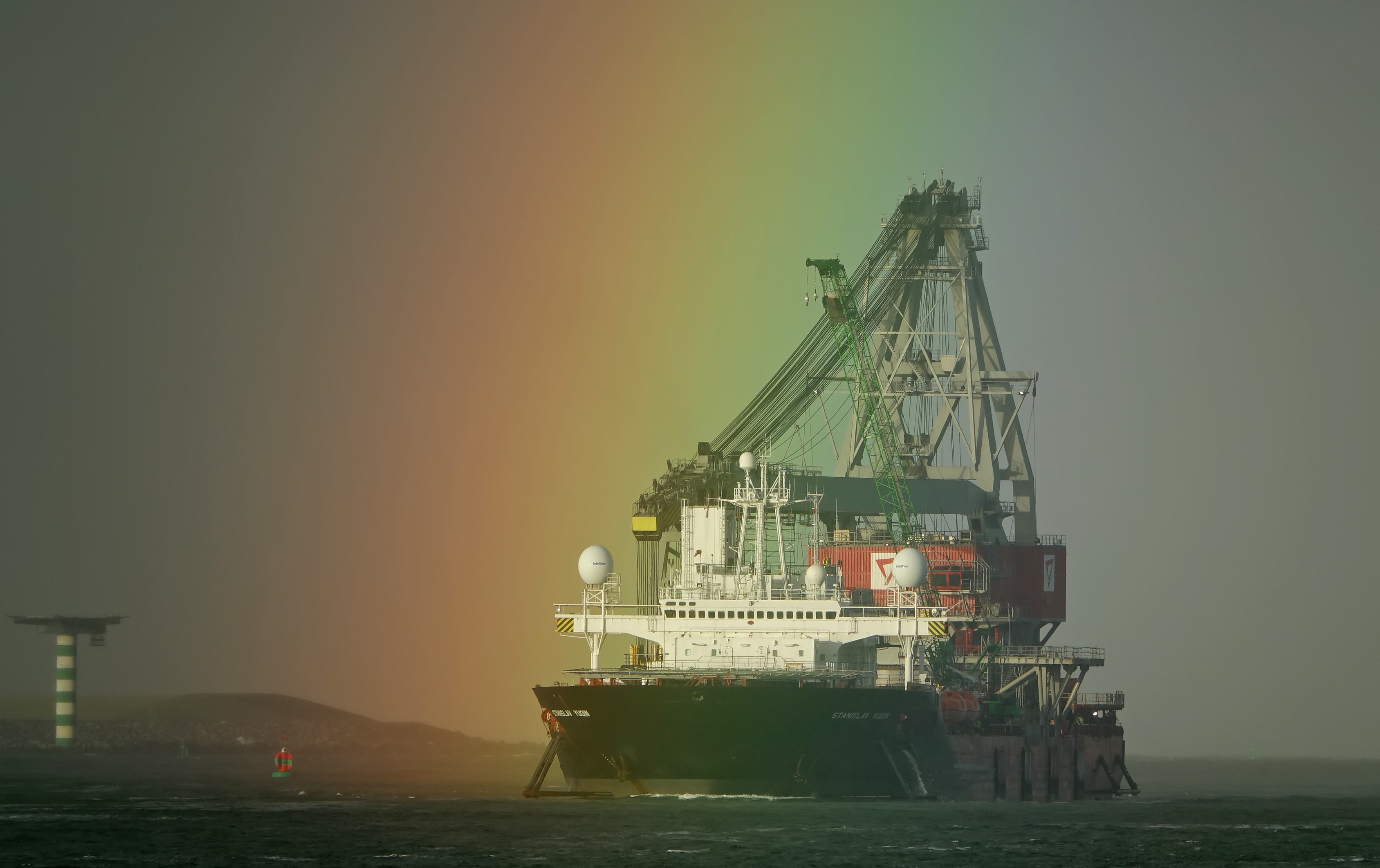
Yudin la nuit
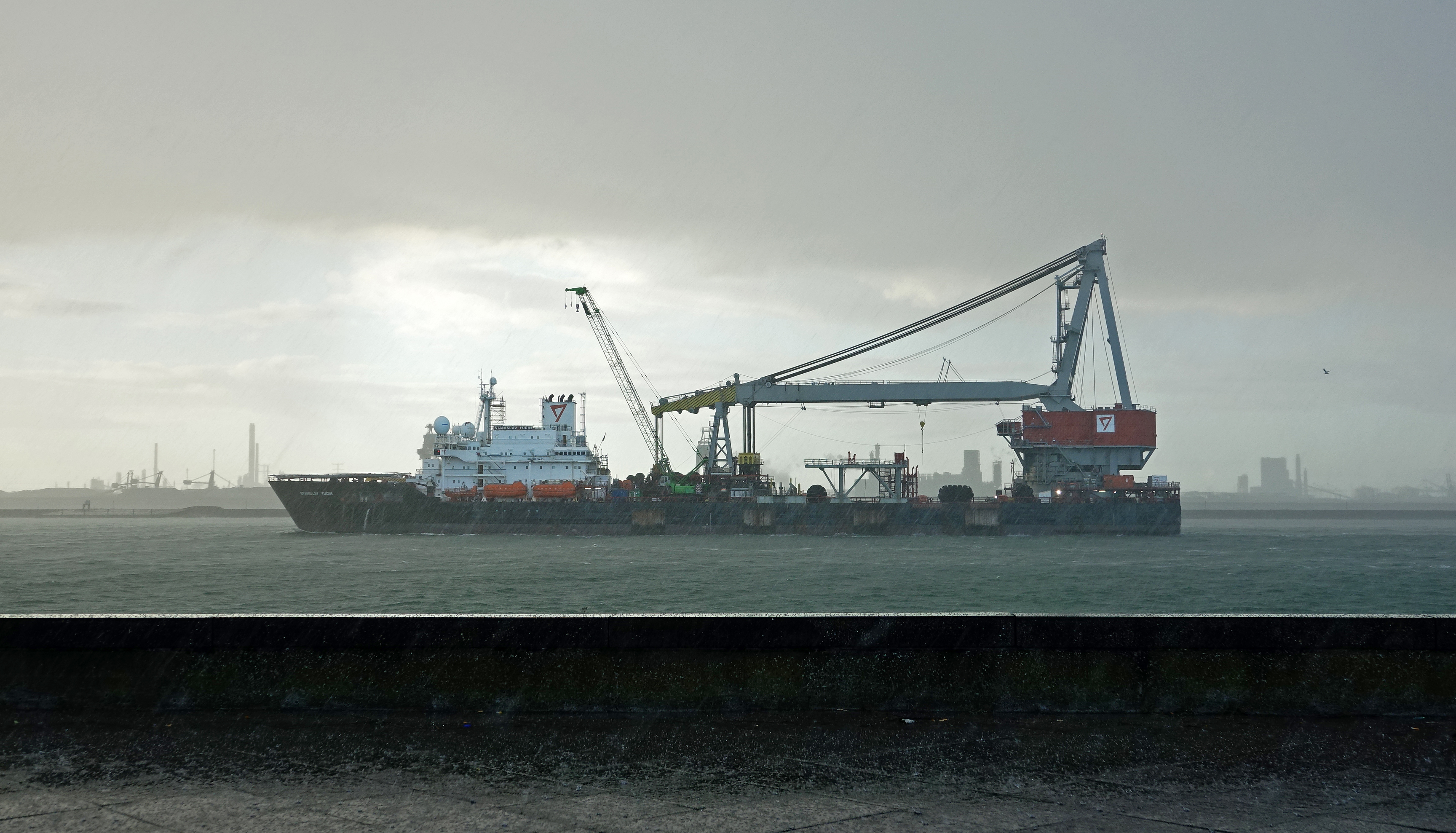
Yudin en 2018

### Articles externes
- Seaway Yudin - Site marinetraffic

- Seven Seas - Site Flotte Subsea 7
- Seaway Yudin - Site offshoreWind.biz Seaway Heavy Lifting